# The Colours of Chloë
Albums de Eberhard Weber
Yellow Fields
(1976)
The Colours of Chloë est un album du bassiste allemand Eberhard Weber, paru en 1974 sur le label Edition of Contemporary Music. C'est le premier disque d'Eberhard Weber en leader, avec Rainer Brüninghaus aux claviers, et Peter Giger à la batterie. Le disque est enregistré en décembre 1973 au Tonstudio Bauer, Ludwigsburg, par Martin Wieland.

## Description
The Colours of Chloë est un album important à la fois pour Weber et pour la maison de disque ECM. Il est le plus connu et le plus influent des albums de Weber, et il définit une esthétique qui participe à la création de l'identité d'ECM,.
The Colours of Chloë utilise une instrumentation assez disparate, mélangeant un ensemble typiquement jazz (contrebasse, batterie), avec un synthétiseur, des voix, et comporte des éléments de musique symphonique, avec notamment la présence des violoncelles de l'Orchestre symphonique de la radio de Stuttgart. L'album comporte des climats assez différents. La première piste, More Colours, établit une atmosphère calme, presque planante, An Evening With Vincent Van Ritz est au contraire beaucoup plus rythmée et proche du jazz, avec un solo de bugle d'Ack van Rooyen. La dernière piste No Motion Picture, de loin la plus longue de l'album, revient à une atmosphère presque minimaliste.
Ce premier disque sert d'inspiration aux travaux futurs de Weber, et notamment son quartet Colours et ses trois albums Yellow Fields, Silent Feet, et Little Movements. Le titre de l'album est trouvé par Weber alors qu'il travaille chez lui à la composition de l'album. Il remarque une boite de 40 crayons de couleur que sa femme Maja utilise pour son travail d'artiste, et celle-ci lui fait remarquer que ses mélodies à l'ocarina lui font penser à l'onomatopée Chloë.
La couverture de l'album est réalisée par Maja Weber.

### Musiciens
- Eberhard Weber - contrebasse, violoncelle, ocarina, voix
- Rainer Brüninghaus - piano, synthétiseur
- Peter Giger - batterie
- Ralf Hübner - batterie (piste 2)
- Ack van Rooyen - Bugle
- Gisela Schäuble - voix
- violoncelles de l'Orchestre symphonique de la radio de Stuttgart

### Titres
Toutes les compositions sont de Eberhard Weber.
| No | Titre                            | Durée |
| -- | -------------------------------- | ----- |
| 1. | More Colours                     | 6:39  |
| 2. | The Colours of Chloë             | 7:45  |
| 3. | An Evening With Vincent Van Ritz | 5:46  |
| 4. | No Motion Picture                | 19:32 |

## Réception critique
La réception critique est excellente. The Colours of Chloë est considéré comme un album novateur, qui crée une esthétique différente,. L'apport de The Colours of Chloë, outre une instrumentation originale, consiste surtout dans le traitement du temps et du phrasé, considéré comme nettement influencé par une esthétique « européenne ». Il met en avant un traitement poétique, par l'utilisation de mélodies romantiques ou naïves, supportées par un accompagnement proche de drone, et richement texturé. Le disque reçoit le prix allemand du disque (de) en 1975.
Le succès de l'album met en difficulté Weber, qui peine pendant un temps à trouver comment aller au-delà des idées qu'il a développé dans Colours of Chloë, et notamment comment introduire plus d'influence européenne dans sa musique. Les idées présentes dans l'album influencent plusieurs autres musiciens, entre autres Gary Burton, Pat Metheny, Jan Garbarek, Ralph Towner. Une conséquence importante pour Eberhard Weber est que son travail est remarqué par des musiciens américains, ce qui mène à sa participation à plusieurs albums de Gary Burton (Ring, Passengers) et Ralph Towner (Solstice, Sound and Shadows).